# Quincey (Côte-d’Or)
Quincey ist eine französische Gemeinde mit 499 Einwohnern (Stand: 1. Januar 2022) im Département Côte-d’Or in der Region Bourgogne-Franche-Comté (vor 2016 Burgund). Sie gehört zum Arrondissement Beaune und zum Gemeindeverband Gevrey-Chambertin et Nuits-Saint-Georges.

## Geografie
Die Gemeinde Quincey liegt zwischen den Städten Dijon und Beaune im 30 Kilometer breiten Saônetal. Durch die Gemeinde fließt der Meuzin, ein 
Nebenfluss der Dheune. Umgeben wird Quincey von den Nachbargemeinden Agencourt im Norden, Gerland im Osten, Argilly im Süden, Premeaux-Prissey im Westen sowie Nuits-Saint-Georges im Nordwesten. Durch das Gemeindegebiet von Quincey führt die Autoroute A31.

## Bevölkerungsentwicklung
| Jahr      | 1962 | 1968 | 1975 | 1982 | 1990 | 1999 | 2011 | 2021 |
| Einwohner | 228  | 226  | 216  | 250  | 316  | 379  | 435  | 502  |

Im Jahr 1936 wurde mit 212 Bewohnern die bisher geringste Einwohnerzahl ermittelt. Die Zahlen basieren auf den Daten von cassini.ehess und INSEE.

## Sehenswürdigkeiten

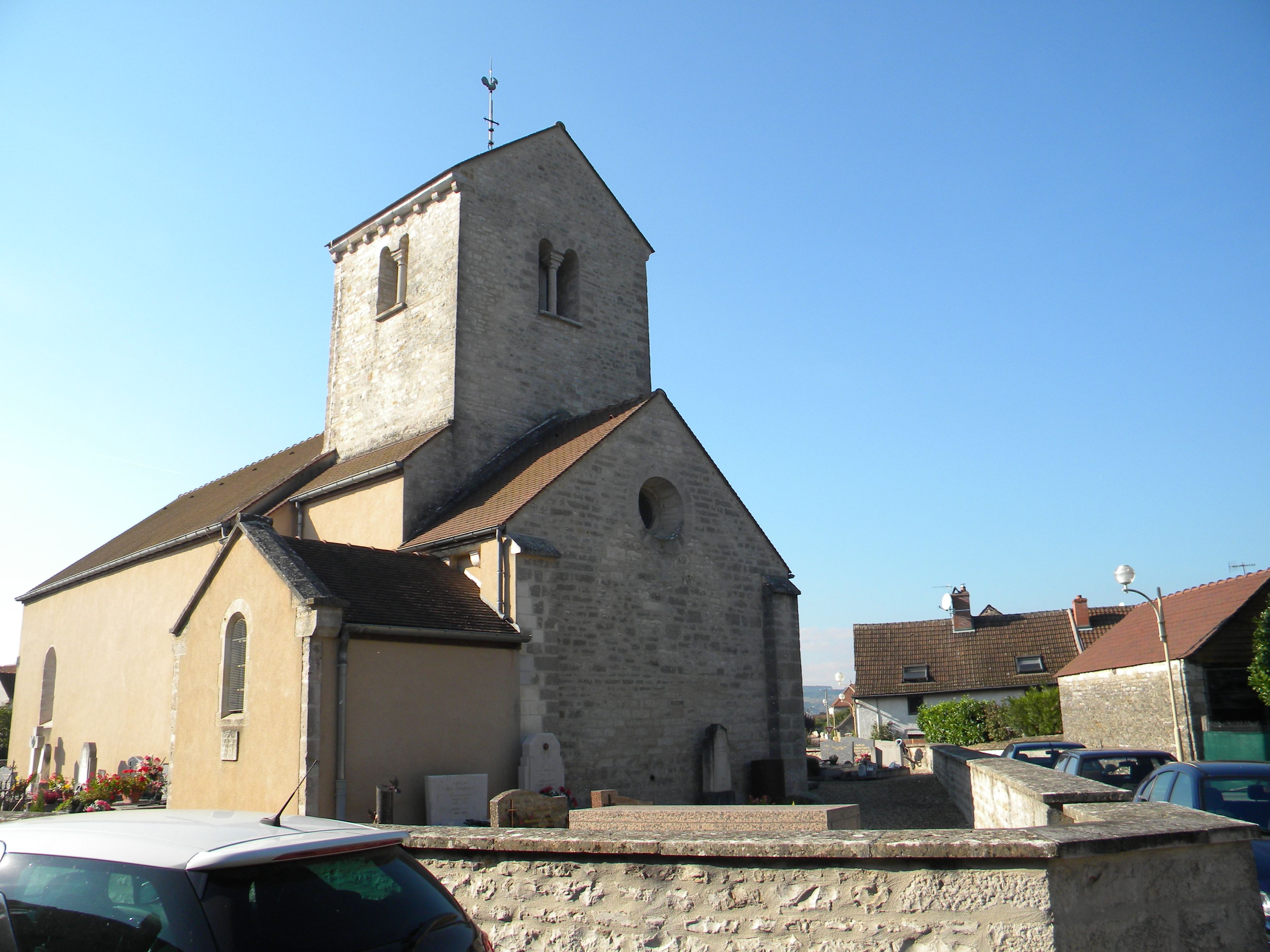
Kirche Saint-André
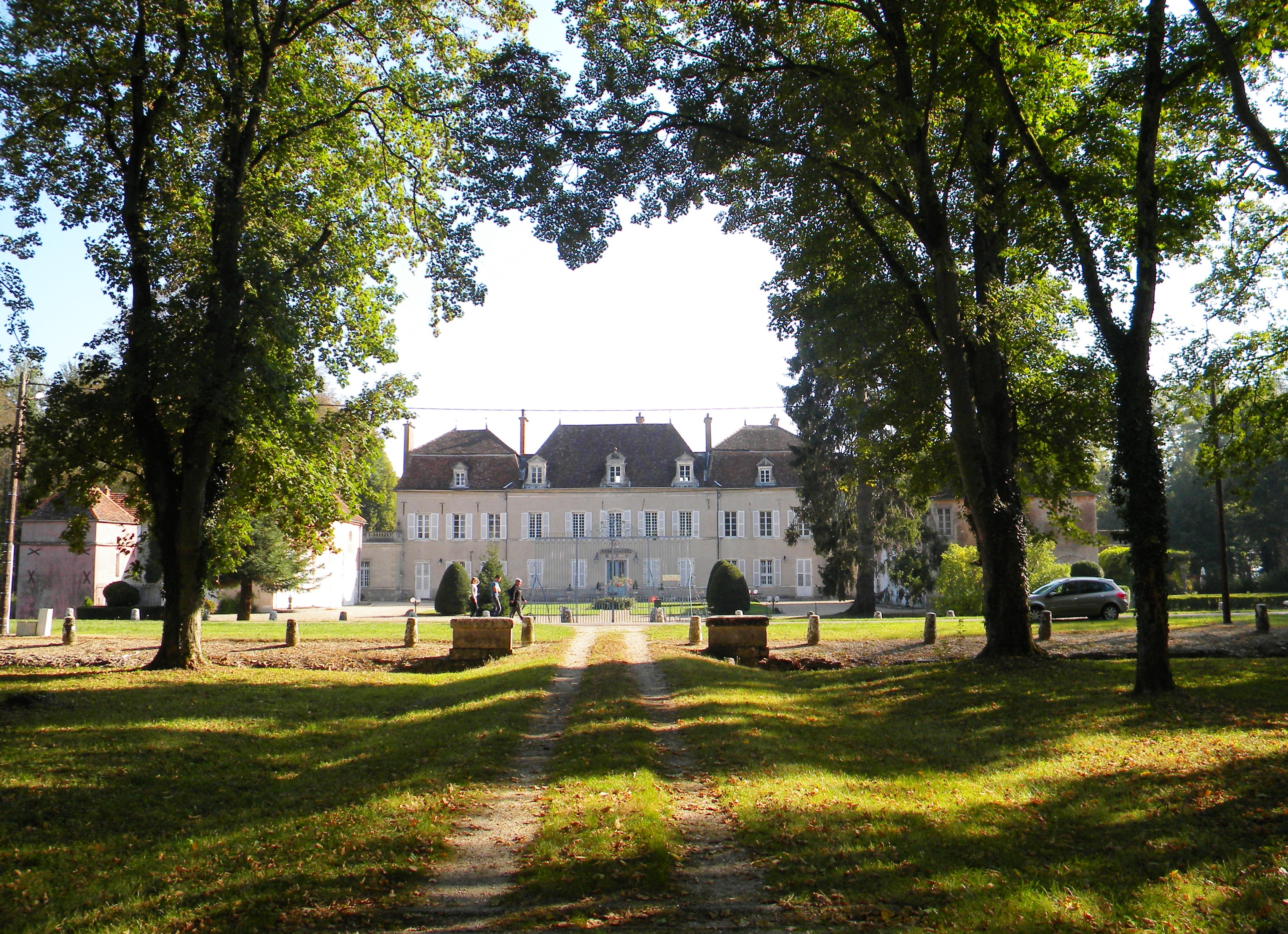
Schloss Quincey, Monument historique seit 1970
- Wasserturm
- Flurkreuz

- Kirche Saint-André
- Schloss Quincey

## Belege
1. ↑  Quincey auf cassini.ehess
2. ↑  Quincey auf INSEE
3. ↑  Château in der Base Mérimée des französischen Kulturministeriums (französisch)